# Ondrej Janček
Ondrej Janček (19. listopadu 1871 Satu Mare – 28. března 1947 Ružomberok) byl slovenský a československý stavební podnikatel, politik a senátor Národního shromáždění ČSR za Hlinkovu slovenskou ľudovou stranu.

## Biografie
Po roce 1918 se v Ružomberku podílel na přebírání moci do rukou československého státu. V roce 1919 ovšem patřil mezi skupinu ružomberských prominentů a bohatých rodin, kteří se připravovali na odchod z města pod dojmem postupu maďarské armády. Profesí byl stavitelem v Ružomberku.
V parlamentních volbách v roce 1929 získal za Hlinkovu slovenskou ľudovou stranu senátorské křeslo v Národním shromáždění. Mandát obhájil v parlamentních volbách v roce 1935. V senátu setrval do jeho zrušení roku 1939.